# Sleeping with Ghosts
Sleeping with Ghosts (с англ. — «В постели с призраками») — четвёртый студийный альбом рок-группы Placebo, выпущенный в 2003 году.

## Песни
У трека «Protect Me from What I Want» есть французский вариант — «Protège-Moi».
Композиция «Bulletproof Cupid» была написана ещё в 1995 году и первоначально содержала текст, но почти сразу стала инструментальной.
12 сентября 2003 года на концерте в Софии группа посвятила песню «Centrefolds» Джонни Кэшу, который умер в тот день.

## Список композиций
| №   | Название                                    | Длительность |
| --- | ------------------------------------------- | ------------ |
| 1.  | «Bulletproof Cupid»                         | 2:22         |
| 2.  | «English Summer Rain»                       | 4:01         |
| 3.  | «This Picture»                              | 3:34         |
| 4.  | «Sleeping with Ghosts»                      | 4:38         |
| 5.  | «The Bitter End»                            | 3:10         |
| 6.  | «Something Rotten»                          | 5:28         |
| 7.  | «Plasticine»                                | 3:26         |
| 8.  | «Special Needs»                             | 5:15         |
| 9.  | «I'll Be Yours»                             | 3:32         |
| 10. | «Second Sight»                              | 2:49         |
| 11. | «Protect Me From What I Want»               | 3:15         |
| 12. | «Centrefolds»                               | 5:02         |
| 13. | «Protège-Moi» (Special Edition bonus track) | 3:13         |

| №   | Название           | Длительность |
| --- | ------------------ | ------------ |
| 14. | «Evalia»           | 4:20         |
| 15. | «Drink You Pretty» | 3:55         |

22 сентября 2003 года была выпущена специальная версия альбома, состоящая из двух дисков. На втором CD представлены 10 кавер-версий различных песен, записанных группой ранее:
| №   | Название                      | Автор(ы)         | Длительность |
| --- | ----------------------------- | ---------------- | ------------ |
| 1.  | «Running Up that Hill»        | Kate Bush        | 4:57         |
| 2.  | «Where Is My Mind?»           | Pixies           | 3:44         |
| 3.  | «Bigmouth Strikes Again»      | The Smiths       | 3:54         |
| 4.  | «Johnny and Mary»             | Robert Palmer    | 3:25         |
| 5.  | «20th Century Boy»            | T. Rex           | 4:39         |
| 6.  | «The Ballad of Melody Nelson» | Serge Gainsbourg | 3:58         |
| 7.  | «Holocaust»                   | Alex Chilton     | 4:27         |
| 8.  | «I Feel You»                  | Depeche Mode     | 6:26         |
| 9.  | «Daddy Cool»                  | Boney M.         | 3:21         |
| 10. | «Jackie»                      | Sinéad O'Connor  | 2:48         |

## Участники записи
- Брайан Молко — вокал, гитара, клавишные, саксофон, ударные
- Стефан Олсдал — бас-гитара, гитара, клавишные, бэк-вокал
- Стив Хьюитт — ударные, перкуссия
- Саймон Брид — гармоника